# Bolivaria amnicola
Bolivaria amnicola es una especie de mantis de la familia Mantidae.

## Distribución geográfica
Se encuentra en Kazajistán.